# Пурисево
Пури́сево (рос. Пурысево) — село у складі Первомайського району Алтайського краю, Росія. Входить до складу Акуловської сільської ради.

## Населення
Населення — 88 осіб (2010; 110 у 2002).
Національний склад (станом на 2002 рік):
- росіяни — 90 %